# Comuna Naklo
Naklo (Občina Naklo) este o comună din Slovenia, cu o populație de 4.899 de locuitori (2002).

## Localități
Bistrica, Cegelnica, Gobovce, Malo Naklo, Naklo, Okroglo, Podbrezje, Polica, Spodnje Duplje, Strahinj, Zadraga, Zgornje Duplje, Žeje